# Kalvola
Kalvola este o fostă comună din Finlanda.